# Toni Nieminen
Pour les articles homonymes, voir Toni et Nieminen.
Toni Markus Nieminen, né le 31 mai 1975 à Lahti, est un sauteur à ski finlandais.

## Biographie
Aux Jeux olympiques d'hiver de 1992, il conduit l'équipe finlandaise à la victoire dans l'épreuve du K120 par équipe, devenant par la même occasion le plus jeune athlète à remporter une médaille d'or dans l'histoire des Jeux olympiques d'hiver. A 16 ans et 259 jours, il battit d'un jour le record détenu jusque-là par le bobeur Billy Fiske. Deux jours plus tard, Toni Nieminen participait à l'épreuve individuelle du K120 et obtenait les notes les plus élevées de la compétition pour ses deux sauts. Grâce à cette seconde victoire, Toni Nieminen établissait un nouveau record : celui du plus jeune vainqueur d'une épreuve individuelle, battant cette fois de près de deux ans le record précédent (établi par le patineur artistique Dick Button). Il remporta également une médaille de bronze au K90 individuel. Lorsque Toni Nieminen rentra en Finlande, la police dut le protéger de la foule d'adolescentes qui l'attendaient.

## Palmarès

### Jeux olympiques
| Épreuve / Édition | Albertville 1992 | Salt Lake City 2002 |
| Petit Tremplin    | Bronze           | 16e                 |
| Grand Tremplin    | Or               |                     |
| Par équipes       | Or               |                     |

### Championnats du monde
| Épreuve / Édition | Falun 1993 | Thunder Bay 1995 |
| Petit Tremplin    | 5e         |                  |
| Grand Tremplin    | 29e        | 36e              |
| Par équipes       | 6e         |                  |

### Championnats du monde de vol à ski
| Épreuve / Édition | Planica 1994 |
| Individuel        | 7e           |

### Coupe du monde
- 1 gros globe de cristal en 1992.
- Vainqueur de la Tournée des quatre tremplins en 1992.
- 9 victoires en individuel.
- 1 victoire en équipes.

### Victoires par saison
| Année | Lieu |
| 1992  | Thunder Bay (Canada), Oberstdorf (Allemagne), Innsbruck (Autriche), Bischofshofen (Autriche), Lahti x2 (Finlande), Trondheim (Norvège), Oslo (Norvège) |
| 1995  | Kuopio (Finlande) |